# يحيى بن حسن كتوعة
يحيى بن حسن كتوعة (ولد في مكة عام 1930م - توفي 1992م) شاعر ومعد ومؤلف ومقدم برامج ومخرج إذاعي سعودي. عمل مديراً مكتب إذاعة مكة المكرمة، تلقى علومه في مدارسها الأهلية، ثم غادر إلى مصر وبلاد الشام باحثاً وشاعراً، ثم عاد إلى مكة ليعين سنة 1954م موظفاً رسمياً في إذاعتها، وبدأ عمله معداً للبرامج، وانتقل للإخراج ثم مقدماً، ومذيعاً، وكاتب سيناريو.
صنف العديد من الحلقات التربوية، والعلمية، والتوجيهية الهادفة، أهمها برنامجه الشعبي الاجتماعي ‹حكايات خالتي خديجة›، الذي طبعه في مجلد نادي مكة الثقافي سنة 1985م، وقصة السلامة المروية بالاتفاق مع إدارة المرور، وهي حلاقات اجتماعية هادفة توعي الجمهور بالنصح، والإرشاد.
في سنة 1974م عين مديراً لمكتب إذاعة مكة المكرمة، ومنسق برامجها واستمر بعمله الدؤوب حتى سنة 1992م، وأشهر أعماله الدينية، آداب الإسلام للحجيج، وسيناريو قصص الانبياء، وسيناريو السيرة النبوية، وشرح أسباب النزول.